# Kameňák (seriál)
Kameňák je český komediální televizní seriál, který je volným pokračováním série filmových komedií Kameňák, Kameňák 2, Kameňák 3, Kameňák 4 a Vánoční Kameňák. Vysílán byl na TV Nova v letech 2019–2021, celkem vznikly dvě řady po osmi dílech. Režisér seriálu je Ján Novák.

## Obsazení
| Václav Vydra       | starosta Pepan Novák               |
| Jana Paulová       | Vilma Nováková                     |
| Pavel Kikinčuk     | tajemník Bohouš Beránek            |
| Veronika Žilková   | ředitelka Vlasta Dobrovolná        |
| Martin Dejdar      | náčelník policie Franta Cloumal    |
| Alice Bendová      | učitelka Jarmila Cloumalová        |
| Michal Novotný     | policista Adam Beránek             |
| Lukáš Kunz         | Pepík Novák                        |
| Monika Timková     | Julie Nováková                     |
| Oldřich Navrátil   | generál Tonda Kašpar               |
| Zuzana Slavíková   | tchyně Běta Kašparová              |
| Jan Brožek         | Laďa Kašpar                        |
| Lucia Molnárová    | asistentka starosty Kamila Kohnová |
| Václav Upír Krejčí | pohřebák Slávek                    |
| Leoš Noha          | řezník Standa Rádl                 |
| Petr Vondráček     | gynekolog René Fousek              |
| Jiří Krampol       | důchodce Fousek                    |
| Jan Adámek         | policista Čeněk Šilhavý            |
| Jan Mrázek         | úředník ministerstva Milouš        |
| Roman Mrázik       | popelář Bedřich                    |
| Milan Pitkin       | popelář Vlastík                    |
| Petr Jablonský     | popelář Kája                       |
| Martin Sitta       | hospodský Pajda                    |
| Ladislav Županič   | ředitel/taxikář                    |
| Jiří Ployhar       | myslivec Mirda                     |
| Peter Vondráček    | tělocvikář Lexa                    |
| Miloslav Mejzlík   | profesor Klestil                   |
| Josef Carda        | porotce                            |
| Michael Viktořík   | bezdomovec Jiří                    |
| Pavlína Mourková   | doktorka Ema Rádlová               |
| Hana Čížková       | Sára Kohnová                       |
| Miluše Bittnerová  | trafikantka                        |
| Pavel Pásek        | mafián Džoržino                    |
| Pavel Sankot       | Honzík Hlaváč                      |
| Bára Fišerová      | zdravotní sestra                   |
| Barbora Mottlová   | zdravotní sestra u gynekologa      |
| Jakub Kalián       | Vincek, syn Franty Cloumala        |
| Vladislav Georgiev | štamgast                           |
| Antonín Hardt      | důchodce                           |
| Lukáš Langmajer    | inspektor                          |
| Roman Štabrňák     | kouzelník                          |
| Igor Rattaj        | muž na svatbě                      |

V seriálu se měl objevit i Jiří Pomeje, ovšem kvůli zdravotním komplikacím nakonec v seriálu nehrál.